# Chiesa di Santa Maria Primerana
La chiesa di Santa Maria Primerana si trova a Fiesole, alla sommità di piazza Mino da Fiesole, accanto al palazzo Pretorio.

## Storia e descrizione
Ricordata nel 966, venne ampliata in età medievale (ne resta il presbiterio gotico) ed ebbe una nuova facciata alla fine del Cinquecento, con paramenti architettonici di gusto manieristico e decorazioni a graffito di Ludovico Buti. Tali decorazioni sono state nel 2016 oggetti di restauro grazie al contributo del LIONS Club Firenze Pitti.

Il porticato, su colonne architravate, è del 1801.
L'interno è ad aula unica, voltata a botte, conclusa da un transetto. Sull'altar maggiore, una tavoletta con la Madonna col Bambino del Maestro di Rovezzano (secolo XIII). L'altare maggiore fu costruito nel 1745-1767 su disegno di Barnardino Ciurini.
Nel transetto, due bassorilievi votivi in marmo di Francesco da Sangallo, uno con l'Autoritratto dell'artista (1542) e l'altro con il Ritratto di Francesco del Fede (1575); e una terracotta invetriata della bottega di Andrea della Robbia (Crocifisso fra la Madonna, san Giovanni, la Maddalena e angeli). Il grande crocifisso ligneo sagomato e dipinto di scuola giottesca (XIV secolo) è attribuito a Bonaccorso di Cino.
I pallidi resti di affreschi alle pareti sono di Niccolò di Pietro Gerini.